# Wilgenroosjesbladgalmug
De wilgenroosjesbladgalmug (Dasineura kiefferiana) is een muggensoort uit de familie van de galmuggen (Cecidomyiidae). De wetenschappelijke naam van de soort is voor het eerst geldig gepubliceerd in 1891 door Rübsaamen.